# Dialética do Esclarecimento
Dialética do Esclarecimento (em alemão: Dialektik der Aufklärung) é uma obra de filosofia e crítica social escrita pelos filósofos da Escola de Frankfurt, Max Horkheimer e Theodor W. Adorno. O texto, publicado em 1947, é uma versão revisada do que os autores originalmente circularam entre amigos e colegas em 1944, sob o título de Fragmentos Filosóficos (alemão: Philosophische Fragmente).
Um dos textos centrais da teoria crítica, a Dialética do Esclarecimento explora o status quo sociopsicológico que foi responsável pelo que a Escola de Frankfurt considerou o fracasso do Iluminismo (também referido, em português, como Ilustração ou Esclarecimento). Juntamente com The Authoritarian Personality (1950), de Adorno, e One-Dimensional Man (1964), de Herbert Marcuse, membro da Escola de Frankfurt, teve um efeito importante na filosofia, sociologia, cultura e política do século XX, inspirando especialmente a Nova Esquerda dos anos 1960 e 1970.

## Contexto histórico
Uma das diferentes características da nova teoria crítica, como Adorno e Horkheimer se propuseram a elaborá-la na Dialética do Esclarecimento, é uma certa ambivalência quanto à fonte ou fundamento último da dominação social.
Isso daria origem ao “pessimismo” da nova teoria crítica sobre a possibilidade de emancipação e liberdade humana. Além disso, essa ambivalência estava enraizada nas circunstâncias históricas em que a Dialética do Esclarecimento foi originalmente produzida: os autores viam o nacional-socialismo, o stalinismo, o capitalismo de estado e a indústria cultural como formas inteiramente novas de dominação social que não podiam ser explicadas adequadamente nos termos da teoria tradicional.
Para Adorno e Horkheimer (apoiando-se na tese do economista Friedrich Pollock  sobre o nacional-socialismo), a intervenção estatal na economia havia efetivamente abolido a tensão no capitalismo entre as "relações de produção" e as "forças produtivas materiais da sociedade", uma tensão que, de acordo com a teoria tradicional, constituía a contradição primária dentro do capitalismo. O mercado (como mecanismo "inconsciente" de distribuição de mercadorias) foi substituído pelo planejamento centralizado.
[G] uma são as leis objetivas do mercado que governavam as ações dos empreendedores e tendiam à catástrofe. Em vez disso, a decisão consciente dos diretores executivos executa como resultados (que são mais obrigatórios que os mecanismos de preços mais cegos) a antiga lei do valor e, portanto, o destino do capitalismo. Dialectic of Enlightenment, p. 38
No entanto, ao contrário da famosa previsão de Karl Marx em seu prefácio de Uma Contribuição à Crítica da Economia Política, essa mudança não levou a "uma era de revolução social", mas sim ao fascismo e ao totalitarismo. Como tal, a teoria tradicional foi deixada nas palavras de Jürgen Habermas, sem "nada de reserva a que pudesse apelar; e quando as forças de produção entram em uma simbiose funesta com as relações de produção que deveriam explodir, não há mais dinamismo sobre o qual a crítica possa basear sua esperança". Para Adorno e Horkheimer, isso colocava o problema de como explicar a aparente persistência da dominação na ausência da própria contradição que, de acordo com a teoria crítica tradicional, era a fonte da própria dominação.

## Metodologia
Os problemas colocados pela ascensão do fascismo com o fim do estado liberal e do mercado (juntamente com o fracasso de uma revolução social em se materializar em seu rastro) constituem a perspectiva teórica e histórica que emoldura o argumento geral do livro – as duas teses de que "o mito já é a iluminação, e a iluminação reverte para a mitologia".
A história das sociedades humanas, bem como a da formação do ego ou do eu individual, é reavaliada do ponto de vista do que Horkheimer e Adorno perceberam na época como o resultado final dessa história: o colapso ou "regressão" da razão, com a ascensão do nacional-socialismo, em algo (referido como meramente "Esclarecimento", na maior parte do texto) semelhante às próprias formas de superstição e mito das quais a razão supostamente emergiu como resultado do progresso ou desenvolvimento histórico.[carece de fontes?]
Horkheimer e Adorno acreditam que no processo do Esclarecimento, a filosofia moderna tornou-se excessivamente racionalizada e um instrumento da tecnocracia. Eles caracterizam o ápice desse processo como positivismo, referindo-se tanto ao positivismo lógico do Círculo de Viena quanto às tendências mais amplas que viam em continuidade com esse movimento. A crítica de Horkheimer e Adorno ao positivismo foi criticada como muito ampla; eles são particularmente criticados por interpretar Ludwig Wittgenstein como um positivista — na época apenas seu Tractatus Logico-Philosophicus havia sido publicado, não seus trabalhos posteriores — e por não examinar as críticas ao positivismo de dentro da filosofia analítica.
Para caracterizar essa história, Horkheimer e Adorno recorrem a uma ampla variedade de materiais, incluindo a antropologia filosófica contida nas primeiras obras de Marx, centrada na noção de "trabalho"; a genealogia da moralidade de Nietzsche e a emergência da consciência através da renúncia à vontade de poder; o relato de Freud em Totem e tabu da emergência da civilização e da lei no assassinato do pai primordial; e pesquisa etnológica sobre magia e rituais nas sociedades primitivas; bem como crítica de mitos, filologia e análise literária.
Os autores cunharam o termo "indústria cultural", argumentando que em uma sociedade capitalista, a cultura popular é semelhante a uma fábrica que produz bens culturais padronizados – filmes, programas de rádio, revistas, etc. Esses produtos culturais homogeneizados são usados para manipular a sociedade de massa em docilidade e passividade. A introdução do rádio, meio de comunicação de massa, não permite mais ao seu ouvinte qualquer mecanismo de resposta, como foi o caso do telefone. Em vez disso, os ouvintes não são mais sujeitos, mas receptáculos passivos expostos "de maneira autoritária aos mesmos programas emitidos por diferentes estações".
Ao associar o Esclarecimento e o totalitarismo às obras do Marquês de Sade — especialmente Juliette, no excurso II — o texto também contribui para a patologização dos desejos sadomasoquistas, como discutido pela historiadora da sexualidade Alison Moore.

## Edições
O livro fez sua primeira aparição em 1944, sob o título Philosophische Fragmente pela Associação de Estudos Sociais, Inc. (Nova Iorque). Dialektik der Aufklärung (Dialética do Esclarecimento) foi publicado como uma versão revisada em 1947 por Querido Verlag (Amsterdã). Foi reeditado em 1969 pela S. Fischer Verlag.
Houve duas traduções para a língua inglesa: a primeira por John Cumming (Nova Iorque: Herder and Herder, 1972); e uma tradução mais recente, baseada no texto definitivo das obras completas de Horkheimer, por Edmund Jephcott (Stanford: Stanford University Press, 2002).